# Сухурлуй
Сухурлуй (рум. Suhurlui) — комуна у повіті Галац в Румунії. До складу комуни входить єдине село Сухурлуй. До 2008 року село входило до складу комуни Редіу.
Комуна розташована на відстані 197 км на північний схід від Бухареста, 37 км на північний захід від Галаца.

## Населення
У 2009 року у комуні проживали 1490 осіб.